# Karak (distrikt)

Karta över Nordvästra gränsprovinsen med distriktet Karak markerat med rött.

Karak (urdu: کرک) är ett distrikt i den pakistanska provinsen Khyber Pakhtunkhwa. Administrativ huvudort är staden Karak.

## Administrativ indelning
Distriktet är indelat i tre tehsil.
- Banda Daud Shah Tehsil
- Karak Tehsil
- Takht-e-Nasrati Tehsil